# Gymnanthes albicans
Gymnanthes albicans är en törelväxtart som först beskrevs av August Heinrich Rudolf Grisebach, och fick sitt nu gällande namn av Ignatz Urban. Gymnanthes albicans ingår i släktet Gymnanthes och familjen törelväxter.
Artens utbredningsområde är Kuba. Inga underarter finns listade i Catalogue of Life.